# نادي سانت باولي
نادي سانت باولي لكرة القدم (بالألمانية: .Fußball-Club St Pauli von 1910 e.V) هو من أحد الفرق الألمانية التي ارتفعت من البوندسليغا الثانية - إلى البوندسليغا الأولى.
تأسس سنة : 1910